# Union Observatory
L'Union Observatory (Osservatorio Union) era un osservatorio astronomico situato a Johannesburg, in Sudafrica.
Conosciuto inizialmente come Transval Observatory, diventò nel 1961 Republic Observatory; l'osservatorio è noto soprattutto per gli studi compiuti sugli asteroidi e per la scoperta di Proxima Centauri. A causa dell'aumento dell'inquinamento luminoso, l'osservatorio fu chiuso nel 1972.
Il governo sudafricano decise successivamente di fondere tutte le ricerche astronomiche in un'unica struttura operativa, chiamata South African Astronomical Observatory (SAAO); il centro operativo si trova a Città del Capo, con diversi dislocamenti a Sutherland, dove furono poi concentrati molti strumenti.